# Polki Nordström
Björn Alve Martin Polki Nordström, född 7 augusti 1974 i Stockholm, är en svensk skådespelare. 

## Filmografi i urval
- 2000 – Herr von Hancken (TV-serie)
- 1998 - Jobbet och jag
- 1997 - Emma åklagare. Människosmugglarna
- 1996 - Älskar, älskar inte